# Amphithemis
Genre
Amphithemis est un genre d'insectes de la famille des Libellulidae appartenant au sous-ordre des anisoptères dans l'ordre des odonates. Il comprend trois espèces. 

## Espèces du genreAmphithemis
Espèces du genre Amphithemis :
- Amphithemis curvistyla Selys, 1891
- Amphithemis kerry Fraser, 1933
- Amphithemis vacillans Selys, 1891